# Josef Tibitanzl
Josef Johannes Tibitanzl OCist (* 6. Juni 1869 in Hohenfurth, Böhmen; † 9. März 1932 in Wien) war ein österreichischer Theologe, Volksprediger und Schriftsteller.

## Leben
Johannes Tibitanzl trat 1888 in das Noviziat des Stiftes Hohenfurth und absolvierte im Anschluss sein Theologiestudium in Budweis. 1892 empfing er die Priesterweihe und promovierte 1902 an der Deutschen Universität Prag zum Dr. theol. Von 1907 bis 1932 war er an der Hochschule Heiligenkreuz sowohl Professor für Fundamentaltheologie als auch zeitweise in Kirchenrecht, Moraltheologie, Philosophie, Altes Testament und Dogmatik. Er habilitierte sich 1908 an der Theologischen Fakultät Salzburg, einer Vorläuferin der heutigen Universität Salzburg, und dozierte auch dort. 1924 wurde ihm der Titel des Außerordentlichen Universitätsprofessors verliehen. Er verstarb im Krankenhaus der Barmherzigen Brüder Wien und wurde am 5. März auf dem Hohenfurter Stiftsfriedhof begraben.

## Werke
- Die Bedeutung Ferdinand Kindermanns für das Schulwesen, München 1905.
- Kernfragen der Ethik vom Standpunkt des Monismus und des Christentums betrachtet, Theologische Habilitationsschrift, Salzburg 1908.
- Soziale Praxis im katechetischen Unterrichte in: Weigl, Franz (Hg.), Pädagogische Zeitfragen 20 (1908) Bd. 4, Heft 2.
- Einst Kinderspiel, nun Wallfahrtsziel! oder Geschichte des Gnadenorts Maria-Rast bei Hohenfurt, Strebersdorf bei Wien 1904.

### Belletristik
- Vier Weihnachten, in: Katholischer Schulvereinkalender. Wien 1909.
- Schnaxen und Faxen, in: Salzburger Chronik, 1. Januar 1909.
- Der Schmied von Waging, in: Universalkalender. Steinbrenner 1910.